# Ronde van Japan 2014
De 17e editie van de wielerwedstrijd Ronde van Japan vond in 2014 plaats van 18 tot en met  25 mei. De wedstrijd startte met een proloog in Sakai, en eindigde met een etappe in en rond Tokio. De ronde maakte deel uit van de UCI Asia Tour 2014, in de categorie 2.1. In 2013 won de Italiaan Fortunato Baliani, voor de tweede keer op rij. Deze editie werd gewonnen door de Iraniër Mirsamad Poorseyedigolakhour, die eerder ook al de Ronde van Langkawi 2014 wist te winnen.

## Deelnemende ploegen
| WorldTour     | ProContinentaal | Continentaal         | Nationaal |
| ------------- | --------------- | -------------------- | --------- |
| Lampre-Merida | Drapac          | Aisan                | Japan     |
|               |                 | Bridgestone Anchor   |           |
|               |                 | C Project            |           |
|               |                 | Matrix Powertag      |           |
|               |                 | Shimano              |           |
|               |                 | UKYO                 |           |
|               |                 | Utsunomiya Blitzen   |           |
|               |                 | Vini-Fantini-Nippo   |           |
|               |                 | Avanti               |           |
|               |                 | HKSI                 |           |
|               |                 | OCBC Singapore       |           |
|               |                 | Rapha Condor JLT     |           |
|               |                 | Tabriz Petrochemical |           |

## Etappe-overzicht
| etappe  | datum  | start         | finish        | type                | afstand  | winnaar                      | klassementsleider            |         |
| ------- | ------ | ------------- | ------------- | ------------------- | -------- | ---------------------------- | ---------------------------- | ------- |
| Proloog | 18 mei | Sakai         | Sakai         | Individuele tijdrit | 2,65 km  | Will Clarke                  | Will Clarke                  |         |
|         | 19 mei | Rustdag       | Rustdag       | Rustdag             | Rustdag  | Rustdag                      | Rustdag                      | Rustdag |
| 1e      | 20 mei | Mino          | Mino          | Vlakke rit          | 160,7 km | Wouter Wippert               | Will Clarke                  |         |
| 2e      | 21 mei | Minamishinshu | Minamishinshu | Heuvelrit           | 148 km   | Pierpaolo De Negri           | Pierpaolo De Negri           |         |
|         | 22 mei | Rustdag       | Rustdag       | Rustdag             | Rustdag  | Rustdag                      | Rustdag                      | Rustdag |
| 3e      | 23 mei | Fuji          | Fuji          | Bergrit             | 11,4 km  | Mirsamad Poorseyedigolakhour | Grega Bole                   |         |
| 4e      | 24 mei | Izu           | Izu           | Bergrit             | 146,4 km | Ghader Mizbani               | Mirsamad Poorseyedigolakhour |         |
| 5e      | 25 mei | Tokio         | Tokio         | Vlakke rit          | 112,7 km | Niccolo Bonifazio            | Mirsamad Poorseyedigolakhour |         |

## Etappe-uitslagen

### Proloog
| Sakai - Sakai (2,65 km (ITT)) |                 |                    |       |
| Plaats                        | Naam            | Ploeg              | Tijd  |
| Winnaar                       | Will Clarke     | Drapac             | 3'14" |
| 2                             | Jordan Kerby    | Drapac             | + 3"  |
| 3                             | Filippo Pozzato | Lampre-Merida      | + 5"  |
| 4                             | Jack Beckinsale | Avanti             | z.t.  |
| 5                             | Brenton Jones   | Avanti             | z.t.  |
| 6                             | Valerio Conti   | Lampre-Merida      | + 7"  |
| 7                             | Taiji Nishitani | Aisan              | z.t.  |
| 8                             | Andrea Palini   | Lampre-Merida      | z.t.  |
| 9                             | Taylor Gunman   | Avanti             | + 8"  |
| 10                            | Takayuki Abe    | Utsunomiya Blitzen | z.t.  |
|                               |                 |                    |       |
| 19                            | Wouter Wippert  | Drapac             | + 11" |

| Algemeen klassement |                 |                    |       |
| Plaats              | Naam            | Ploeg              | Tijd  |
| Groene trui         | Will Clarke     | Drapac             | 3'14" |
| 2                   | Jordan Kerby    | Drapac             | + 3"  |
| 3                   | Filippo Pozzato | Lampre-Merida      | + 5"  |
| 4                   | Jack Beckinsale | Avanti             | z.t.  |
| 5                   | Brenton Jones   | Avanti             | z.t.  |
| 6                   | Valerio Conti   | Lampre-Merida      | + 7"  |
| 7                   | Taiji Nishitani | Aisan              | z.t.  |
| 8                   | Andrea Palini   | Lampre-Merida      | z.t.  |
| 9                   | Taylor Gunman   | Avanti             | + 8"  |
| 10                  | Takayuki Abe    | Utsunomiya Blitzen | z.t.  |
|                     |                 |                    |       |
| 19                  | Wouter Wippert  | Drapac             | + 11" |

### 1e etappe
| Mino - Mino (160,7 km) |                   |                    |          |
| Plaats                 | Naam              | Ploeg              | Tijd     |
| Winnaar                | Wouter Wippert    | Drapac             | 3u47'36" |
| 2                      | Niccolo Bonifazio | Lampre-Merida      | z.t.     |
| 3                      | Brenton Jones     | Avanti             | z.t.     |
| 4                      | Grega Bole        | Vini-Fantini-Nippo | z.t.     |
| 5                      | Taiji Nishitani   | Aisan              | z.t.     |
| 6                      | Takashi Miyazawa  | Vini-Fantini-Nippo | z.t.     |
| 7                      | Sebastián Mora    | Matrix Powertag    | z.t.     |
| 8                      | Yusuke Hatanaka   | Shimano            | z.t.     |
| 9                      | Saya Kuroeda      | Japan              | z.t.     |
| 10                     | Thomas Moses      | Rapha Condor JLT   | z.t.     |

| Algemeen klassement |                   |               |          |
| Plaats              | Naam              | Ploeg         | Tijd     |
| Groene trui         | Will Clarke       | Drapac        | 3u50'50" |
| 2                   | Wouter Wippert    | Drapac        | + 1"     |
| 3                   | Brenton Jones     | Avanti        | z.t.     |
| 4                   | Filippo Pozzato   | Lampre-Merida | + 3"     |
| 5                   | Jack Beckinsale   | Avanti        | + 5"     |
| 6                   | Niccolo Bonifazio | Lampre-Merida | + 6"     |
| 7                   | Valerio Conti     | Lampre-Merida | + 7"     |
| 8                   | Taiji Nishitani   | Aisan         | z.t.     |
| 9                   | Andrea Palini     | Lampre-Merida | z.t.     |
| 10                  | Taylor Gunman     | Avanti        | + 8"     |

### 2e etappe
| Minamishinshu - Minamishinshu (148 km) |                              |                      |          |
| Plaats                                 | Naam                         | Ploeg                | Tijd     |
| Winnaar                                | Pierpaolo De Negri           | Vini-Fantini-Nippo   | 3u55'16" |
| 2                                      | Thomas Lebas                 | Bridgestone Anchor   | + 2"     |
| 3                                      | Grega Bole                   | Vini-Fantini-Nippo   | + 1'13"  |
| 4                                      | Jack Beckinsale              | Avanti               | + 1'55"  |
| 5                                      | José Toribio Alcolea         | UKYO                 | z.t.     |
| 6                                      | Alessandro Bisolti           | Vini-Fantini-Nippo   | + 2'33"  |
| 7                                      | Miyataka Shimizu             | Bridgestone Anchor   | + 3'32"  |
| 8                                      | Mirsamad Poorseyedigolakhour | Tabriz Petrochemical | z.t.     |
| 9                                      | Kohei Uchima                 | Bridgestone Anchor   | + 4'57"  |
| 10                                     | Niccolo Bonifazio            | Lampre-Merida        | + 5'25"  |
|                                        |                              |                      |          |
| 41                                     | Thomas Rabou                 | OCBC Singapore       | + 20'31" |

| Algemeen klassement |                              |                      |          |
| Plaats              | Naam                         | Ploeg                | Tijd     |
| Groene trui         | Pierpaolo De Negri           | Vini-Fantini-Nippo   | 7u46'11" |
| 2                   | Thomas Lebas                 | Bridgestone Anchor   | + 12"    |
| 3                   | Grega Bole                   | Vini-Fantini-Nippo   | + 1'12"  |
| 4                   | Jack Beckinsale              | Avanti               | + 1'55"  |
| 5                   | José Toribio Alcolea         | UKYO                 | + 2'01"  |
| 6                   | Alessandro Bisolti           | Vini-Fantini-Nippo   | + 2'43"  |
| 7                   | Mirsamad Poorseyedigolakhour | Tabriz Petrochemical | + 3'42"  |
| 8                   | Miyataka Shimizu             | Bridgestone Anchor   | + 3'45"  |
| 9                   | Niccolo Bonifazio            | Lampre-Merida        | + 5'26"  |
| 10                  | Valerio Conti                | Lampre-Merida        | + 5'27"  |
|                     |                              |                      |          |
| 41                  | Wouter Wippert               | Drapac               | + 20'56" |

### 3e etappe
| Fuji - Fuji (11,4 km) |                              |                      |          |
| Plaats                | Naam                         | Ploeg                | Tijd     |
| Winnaar               | Mirsamad Poorseyedigolakhour | Tabriz Petrochemical | 38'51"   |
| 2                     | Hugh Carthy                  | Rapha Condor JLT     | + 1'19"  |
| 3                     | Damien Monier                | Bridgestone Anchor   | + 1'26"  |
| 4                     | Amir Kolahdozhagh            | Tabriz Petrochemical | + 1'37"  |
| 5                     | Ghader Mizbani               | Tabriz Petrochemical | + 1'53"  |
| 6                     | Grega Bole                   | Vini-Fantini-Nippo   | + 2'13"  |
| 7                     | Matthew Clark                | Avanti               | + 2'36"  |
| 8                     | Benjamin Prades              | Matrix Powertag      | + 2'44"  |
| 9                     | Vahid Ghaffari               | Tabriz Petrochemical | + 2'46"  |
| 10                    | Cameron Bayly                | OCBC Singapore       | + 2'54"  |
|                       |                              |                      |          |
| 62                    | Thomas Rabou                 | OCBC Singapore       | + 10'23" |

| Algemeen klassement |                              |                      |          |
| Plaats              | Naam                         | Ploeg                | Tijd     |
| Groene trui         | Grega Bole                   | Vini-Fantini-Nippo   | 8u28'27" |
| 2                   | Mirsamad Poorseyedigolakhour | Tabriz Petrochemical | + 17"    |
| 3                   | Thomas Lebas                 | Bridgestone Anchor   | + 22"    |
| 4                   | José Toribio Alcolea         | UKYO                 | + 1'40"  |
| 5                   | Pierpaolo De Negri           | Vini-Fantini-Nippo   | + 1'51"  |
| 6                   | Alessandro Bisolti           | Vini-Fantini-Nippo   | + 3'45"  |
| 7                   | Amir Kolahdozhagh            | Tabriz Petrochemical | + 3'50"  |
| 8                   | Jack Beckinsale              | Avanti               | + 4'02"  |
| 9                   | Miyataka Shimizu             | Bridgestone Anchor   | + 4'06"  |
| 10                  | Ghader Mizbani               | Tabriz Petrochemical | + 4'09"  |
|                     |                              |                      |          |
| 70                  | Thomas Rabou                 | OCBC Singapore       | + 30'20" |

### 4e etappe
| Izu - Izu (146,4 km) |                              |                      |          |
| Plaats               | Naam                         | Ploeg                | Tijd     |
| Winnaar              | Ghader Mizbani               | Tabriz Petrochemical | 4u14'13" |
| 2                    | Hugh Carthy                  | Rapha Condor JLT     | + 3"     |
| 3                    | Mirsamad Poorseyedigolakhour | Tabriz Petrochemical | z.t.     |
| 4                    | Grega Bole                   | Vini-Fantini-Nippo   | + 2'04"  |
| 5                    | Cameron Bayly                | OCBC Singapore       | + 2'08"  |
| 6                    | Amir Kolahdozhagh            | Tabriz Petrochemical | + 2'11"  |
| 7                    | Benjamin Prades              | Matrix Powertag      | + 2'13"  |
| 8                    | José Toribio Alcolea         | UKYO                 | + 2'46"  |
| 9                    | Nariyuki Masuda              | Utsunomiya Blitzen   | z.t.     |
| 10                   | Jai Crawford                 | Drapac               | + 2'56"  |

| Algemeen klassement |                              |                      |           |
| Plaats              | Naam                         | Ploeg                | Tijd      |
| Groene trui         | Mirsamad Poorseyedigolakhour | Tabriz Petrochemical | 12u42'47" |
| 2                   | Grega Bole                   | Vini-Fantini-Nippo   | + 1'57"   |
| 3                   | Ghader Mizbani               | Tabriz Petrochemical | + 3'48"   |
| 4                   | José Toribio Alcolea         | UKYO                 | + 4'19"   |
| 5                   | Thomas Lebas                 | Bridgestone Anchor   | + 5'13"   |
| 6                   | Hugh Carthy                  | Rapha Condor JLT     | + 5'48"   |
| 7                   | Amir Kolahdozhagh            | Tabriz Petrochemical | + 5'54"   |
| 8                   | Cameron Bayly                | OCBC Singapore       | + 6'59"   |
| 9                   | Benjamin Prades              | Matrix Powertag      | + 7'28"   |
| 10                  | Nariyuki Masuda              | Utsunomiya Blitzen   | + 8'32"   |

### 5e etappe
| Tokio - Tokio |                   |                    |          |
| Plaats        | Naam              | Ploeg              | Tijd     |
| Winnaar       | Niccolo Bonifazio | Lampre-Merida      | 2u22'14" |
| 2             | Grega Bole        | Vini-Fantini-Nippo | z.t.     |
| 3             | Will Clarke       | Drapac             | z.t.     |
| 4             | Jack Beckinsale   | Avanti             | z.t.     |
| 5             | Andrea Palini     | Lampre-Merida      | z.t.     |
| 6             | Benjamin Prades   | Matrix Powertag    | z.t.     |
| 7             | Hayato Yoshida    | Shimano            | z.t.     |
| 8             | Thomas Moses      | Rapha Condor JLT   | z.t.     |
| 9             | Yuzuru Suzuki     | Utsunomiya Blitzen | z.t.     |
| 10            | Airán Fernández   | Matrix Powertag    | z.t.     |

## Eindklassementen
| Plaats      | Naam                         | Ploeg                | Tijd      |
| ----------- | ---------------------------- | -------------------- | --------- |
| Groene trui | Mirsamad Poorseyedigolakhour | Tabriz Petrochemical | 15u05'01" |
| 2           | Grega Bole                   | Vini-Fantini-Nippo   | + 1'51"   |
| 3           | Ghader Mizbani               | Tabriz Petrochemical | + 3'48"   |
| 4           | José Toribio Alcolea         | UKYO                 | + 4'15"   |
| 5           | Thomas Lebas                 | Bridgestone Anchor   | + 5'13"   |
| 6           | Hugh Carthy                  | Rapha Condor JLT     | + 5'48"   |
| 7           | Amir Kolahdozhagh            | Tabriz Petrochemical | + 5'54"   |
| 8           | Cameron Bayly                | OCBC Singapore       | + 6'59"   |
| 9           | Benjamin Prades              | Matrix Powertag      | + 7'28"   |
| 10          | Nariyuki Masuda              | Utsunomiya Blitzen   | + 8'32"   |
| 11          | Jack Beckinsale              | Avanti               | + 8'35"   |
| 12          | Jai Crawford                 | Drapac               | + 10'00"  |
| 13          | Ricardo García               | UKYO                 | + 11'59"  |
| 14          | Yukihiro Doi                 | UKYO                 | + 13'03"  |
| 15          | Thomas Moses                 | Rapha Condor JLT     | + 13'07"  |
| 16          | Valerio Conti                | Lampre-Merida        | + 14'13"  |
| 17          | Richard Handley              | Rapha Condor JLT     | + 15'15"  |
| 18          | Eric Sheppard                | OCBC Singapore       | + 17'46"  |
| 19          | Tomohiro Hayakawa            | Aisan                | + 18'03"  |
| 20          | Hayato Yoshida               | Shimano              | + 20'28"  |

| Plaats      | Naam              | Ploeg              | Punten |
| ----------- | ----------------- | ------------------ | ------ |
| Blauwe trui | Grega Bole        | Vini-Fantini-Nippo | 64     |
| 2           | Niccolo Bonifazio | Lampre-Merida      | 51     |
| 3           | Jack Beckinsale   | Avanti             | 41     |

| Plaats    | Naam                         | Ploeg                | Punten |
| --------- | ---------------------------- | -------------------- | ------ |
| Rode trui | Hugh Carthy                  | Rapha Condor JLT     | 32     |
| 2         | Mirsamad Poorseyedigolakhour | Tabriz Petrochemical | 27     |
| 3         | Airán Farnández              | Matrix Powertag      | 15     |

| Plaats     | Naam              | Ploeg                | Tijd      |
| ---------- | ----------------- | -------------------- | --------- |
| Witte trui | Hugh Carthy       | Rapha Condor JLT     | 15u10'49" |
| 2          | Amir Kolahdozhagh | Tabriz Petrochemical | + 6"      |
| 3          | Cameron Bayly     | OCBC Singapore       | + 1'11"   |

| Ploegenklassement |                      |           |
| Plaats            | Ploeg                | Tijd      |
|                   | Tabriz Petrochemical | 45u24'59" |
| 2                 | UKYO                 | + 19'25"  |
| 3                 | Rapha Condor JLT     | + 21'08"  |

## Klassementenverloop
| Etappe       | Winnaar                      | Algemeen klassement ·        | Puntenklassement · | Bergklassement · | Jongerenklassement · | Ploegenklassement    |
| ------------ | ---------------------------- | ---------------------------- | ------------------ | ---------------- | -------------------- | -------------------- |
| P            | Will Clarke                  | Will Clarke                  | Will Clarke        | niet uitgereikt  | Jordan Kerby         | Drapac               |
| 1            | Wouter Wippert               | Will Clarke                  | Wouter Wippert     | Airán Fernández  | Wouter Wippert       | Drapac               |
| 2            | Pierpaolo De Negri           | Pierpaolo De Negri           | Grega Bole         | Thomas Rabou     | Jack Beckinsale      | Vini-Fantini-Nippo   |
| 3            | Mirsamad Poorseyedigolakhour | Grega Bole                   | Grega Bole         | Thomas Rabou     | Amir Kolahdozhagh    | Vini-Fantini-Nippo   |
| 4            | Ghader Mizbani               | Mirsamad Poorseyedigolakhour | Grega Bole         | Hugh Carthy      | Hugh Carthy          | Tabriz Petrochemical |
| 5            | Niccolo Bonifazio            | Mirsamad Poorseyedigolakhour | Grega Bole         | Hugh Carthy      | Hugh Carthy          | Tabriz Petrochemical |
| 0Eindstanden | 0Eindstanden                 | Mirsamad Poorseyedigolakhour | Grega Bole         | Hugh Carthy      | Hugh Carthy          | Tabriz Petrochemical |

## UCI Europe Tour
In deze Ronde van Japan zijn punten te verdienen voor de ranking in de UCI Asia Tour 2014. Enkel renners die uitkomen voor een (pro-)continentale ploeg, maken aanspraak om punten te verdienen.
| Positie                      | 1e | 2e | 3e | 4e | 5e | 6e | 7e | 8e | 9e | 10e | 11e | 12e |
| Eindklassement               | 80 | 56 | 32 | 24 | 20 | 16 | 12 | 8  | 7  | 6   | 5   | 3   |
| Per etappe                   | 16 | 11 | 6  | 5  | 4  | 2  |    |    |    |     |     |     |
| Drager leiderstrui (per dag) | 8  |    |    |    |    |    |    |    |    |     |     |     |

| #  | Renner                       | Ploeg                | Punten |
| -- | ---------------------------- | -------------------- | ------ |
| 1  | Mirsamad Poorseyedigolakhour | Tabriz Petrochemical | 110    |
| 2  | Grega Bole                   | Vini-Fantini-Nippo   | 93     |
| 3  | Ghader Mizbani               | Tabriz Petrochemical | 52     |
| 4  | Will Clarke                  | Drapac               | 38     |
| 4  | Hugh Carthy                  | Rapha Condor JLT     | 38     |
| 6  | Thomas Lebas                 | Bridgestone Anchor   | 31     |
| 7  | José Toribio Alcolea         | UKYO                 | 28     |
| 8  | Pierpaolo De Negri           | Vini-Fantini-Nippo   | 24     |
| 9  | Jack Beckinsale              | Avanti               | 20     |
| 10 | Amir Kolahdozhagh            | Tabriz Petrochemical | 19     |
| 11 | Wouter Wippert               | Drapac               | 16     |
| 12 | Cameron Bayly                | Drapac               | 12     |
| 13 | Jordan Kerby                 | Drapac               | 11     |
| 14 | Brenton Jones                | Avanti               | 10     |
| 15 | Benjamin Prades              | Matrix Powertag      | 9      |
| 16 | Nariyuki Masuda              | Utsunomiya Blitzen   | 6      |
| 17 | Taiji Nishitani              | Aisan                | 4      |
| 18 | Jai Crawford                 | Drapac               | 3      |
| 19 | Takashi Miyazawa             | Vini-Fantini-Nippo   | 2      |
| 19 | Alessandro Bisolti           | Vini-Fantini-Nippo   | 2      |

1996 ·
1997 ·
1998 ·
1999 ·
2000 ·
2001 ·
2002 ·
2003 ·
2004 ·
2005 ·
2006 ·
2007 ·
2008 ·
2009 ·
2010 ·
2011 ·
2012 ·
2013 ·
2014 ·
2015 ·
2016 ·
2017 ·
2018 ·
2019 ·
2020 ·
2021 ·
2022 ·
2023 ·
2024 ·
 Japan Cup · 
 Ronde van Hainan · 
 Ronde van het Taihu-meer · 
 Ronde van Dubai · 
 Ronde van Qatar · 
 Ronde van Oman · 
 Ronde van Langkawi · 
 Ronde van Taiwan · 
 Ronde van Japan · 
 Ronde van Korea · 
 Ronde van Iran · 
 Ronde van het Qinghaimeer · 
 Ronde van China I · 
 Ronde van China II · 
 Ronde van Almaty · 
 Japan Cup · 
 Ronde van Hainan · 
 Ronde van het Taihu-meer